# Хојстрој
Хојстрој (њем. Heustreu) општина је у њемачкој савезној држави Баварска. Једно је од 37 општинских средишта округа Рен-Грабфелд. Према процјени из 2010. у општини је живјело 1.245 становника. Посједује регионалну шифру (AGS) 9673133.

## Географски и демографски подаци
Хојстрој се налази у савезној држави Баварска у округу Рен-Грабфелд. Општина се налази на надморској висини од 232 метра. Површина општине износи 10,6 km². У самом мјесту је, према процјени из 2010. године, живјело 1.245 становника. Просјечна густина становништва износи 118 становника/km².

## Међународна сарадња
| Мјесто      | Држава   | Врста сарадње | Од    |
| ----------- | -------- | ------------- | ----- |
| Франкенфелс | Аустрија | партнерство   | 1974. |
| Извор       |          |               |       |